# Косырев, Дмитрий Евгеньевич
Дмитрий Евгеньевич Косырев (род. 28 апреля 1955 года) — российский журналист, публицист-востоковед, политический обозреватель РИА Новости и писатель
 детективной, историко-приключенческой литературы. Свои художественные литературные произведения публикует под псевдонимом Мастер Чэнь.
Внук государственного и партийного деятеля Дмитрия Шепилова.

## Образование
Окончил ИСАА и Наньянский университет в Сингапуре.

## Журналистская и редакторская деятельность
С 1979 по 1991 годы работал корреспондентом газеты «Правда», с 1988 по 1991 годы в Малайзии, Сингапуре и на Филиппинах.
С 1991 по 1997 год — ответственный за PR журнала «Деловые люди», дипломатический обозреватель «Российской газеты», главный редактор журнала «Russian Trade Connections» (Гонконг).
С 1997 по 2001 год — заведующий международным отделом «Независимой газеты», ответственный редактор приложения «Дипкурьер».
С 2001 года и по настоящее время — политический обозреватель, глава группы политобозревателей РИА «Новости».
Член Внешнеполитической ассоциации с 1991 года, вице-президент — с 2002 года.
4 сентября 2017 года РИА Новости в течение часа после публикации без объяснения причин удалила статью Дмитрия Косырева «Мусульманские небратья: за кого на деле митинговали активисты в Москве» с подзаголовком «Преступный народ?». В посвящённом преследованиям мусульманского населения Мьянмы буддистским материале автор возлагает на первых полную ответственность за столкновения, а также приравнивает вышедших 3 сентября на несогласованный митинг по этому поводу российских мусульман с Исламским государством.
16 декабря 2018 года РИА Новости опубликовало статью «„В 1941-м немцы сбросили на нас атомную бомбу“: кто теперь правит в США», в которой Косырев высмеял Александрию Окасио-Кортес, приписав ей выдуманные «цитаты», взятые с юмористического сайта мемов. На основании этих «цитат» Косырев назвал Александрию Окасио-Кортес политиком, которая прославилась своим «феерическим невежеством».

## Общественная деятельность и взгляды
По данным РИА Новости, бывший чемпион России по курению сигар в командном зачете, участник общественной организации «Общероссийское движение за права курильщиков» (спонсируемой табачными компаниями), член правления Движения за права курильщиков, критик антитабачных кампаний.
В 2019 году Косырев в «Огоньке» раскритиковал гражданскую журналистику и Википедию:

Что в итоге получится? Самая обыкновенная «Википедия». То есть имитация энциклопедии, такой, где якобы любой может быть и автором, и редактором. А с предложением ускоренной википедизации СМИ выступает, как нетрудно догадаться, человек, эту самую «Википедию» создавший — его зовут Джимбо Уэйлс, и ещё его коллега Орит Копел, который вместе с Уэйлсом открыл «вики-трибуну»…

Журналист или учитель — это человек, что-то знающий и рассказывающий тем, кто не знает: абсолютно не демократическая штука, а только так — сверху вниз. Поэтому эти СМИ и вызывали доверие, что в них работали люди особо ценные, знающие и подготовленные. А кризис произошёл всего-то, когда обрушилась модель более позднего времени, предполагавшая, что СМИ могут ещё и сами себя финансировать. Стало меньше денег — начали суетиться и подрывать доверие, роняя свое высокое звание людей, несущих знание
В статье «Свобода по-азиатски» Косырев выразил своё отношение к либерализму и правам человека: 

Разумное правительство в таких обществах может оказаться просто вынуждено задерживать без суда вооруженных бунтовщиков или религиозных экстремистов; зажимать свободу печати, чтобы избежать раздувания расовой или социальной розни; или вводить драконовские законы, чтобы сломать сопротивление в случае, к примеру, необходимости земельной реформы. То есть порядок — превыше всего: альтернатива — хаос и кровопролитие. <…>
Сегодня, в эпоху перемен в международном разделении власти и богатства, у Запада есть повод задуматься. Не следовало бы стесняться учиться у стран, чей экономический успех — весомое подтверждение их права на иную точку зрения. Скажем, Западу не вредно было бы спросить себя, а не оттого ли западные общества мучаются от внутренних социальных и психологических проблем, а западные экономики теряют конкурентоспособность, что там считается нормальным ставить интересы личности выше интересов общества?

Однако в 2020 г. во время пандемии COVID-19 Косырев высказался против «азиатских» способов борьбы с ней — ношения масок и локдауна:

Вопрос насчет масок — носить их или нет — делит нацию пополам и возбуждает невиданную взаимную ярость. <…> Ну, китайцы же давно таким образом защищаются от загрязненного городского воздуха, у них это нормально. Да и не только китайцы, некоторые другие азиаты тоже. Так то азиаты. То, что норма для одних цивилизаций, ужас — для других. <…> И какой же вам лучший символ страха, страха перед другими людьми (вот вам разобщение и путь к трансформации обществ), чем маска?..
Попытки с помощью экстремального давления заставить людей ходить в масках вызвали социальную катастрофу, уничтожающую общества.
…диких, безумных, самоубийственных мер, которые принимались в том же городе Ухане и получивших название «локдаун» <…> это лекарство страшнее самой болезни.

пусть накатывает вторая волна коронавируса, третья, четвёртая… да что бы ни накатывало, ВОЗ уже не рекомендует повторять жуткий опыт с тотальным уничтожением экономик и в целом нашей жизни<…> А «эра здоровья», стартовавшая с массовой истерии, разгрома экономик и обществ, она как-то не внушает доверия.
По мнению Косырева, противоэпидемические меры — это «уничтожение общества», это «крайняя форма марксизма, то есть троцкизм», и с ними «не будет ни собственности, ни денег, ни демократии».
В начале эпидемии Косырев убеждал, что «американский грипп-убийца страшнее китайского (коронавируса)» и что «паника из-за коронавируса раздута искусственно».
Косырев отрицательно относится к движениям Black Lives Matter, Antifa и вообще левым силам: 

А 1905 год тут вот при чём: я только что закончил работу над очередной книгой («Девушка пела в церковном хоре»), где события происходят в том самом году в России (точнее, на борту одного из крейсеров, на всех парах идущего к Цусимскому проливу). И в моих руках оказалась целая стопка пожелтевшей и позеленевшей бумаги — листовки, журналы и журнальчики, которые в 1905-м кто только не бросился издавать, поскольку все это только что разрешили. А там — все ровно то же самое, что в сегодняшней Америке. Издавали всю эту макулатуру леволиберальные интеллигенты, они поначалу были в восторге: наконец началось. <…>
И поначалу совсем не слышны были голоса тех, кто ужасался переменам. Но тут, ближе к осени того же 1905-го, началось — что по тем же изданиям и видно. Кровь на мостовых, пылающие усадьбы, закрывшиеся на забастовки заводы, выпученные глаза казаков с нагайками… И пошли разбирательства: как это произошло, кто и в чём виноват, почему мы не видели, как оно назревало? Откуда взялись эти люди, поначалу взрывавшие лишь сановников, а потом ввергшие в ужас целую державу?
Но суть левизны остается неизменной. Она — в массовом и насильственном изменении человеческого общества, для чего надо воздействовать на человека. Путем диких и агрессивных кампаний по обработке мозгов, что мы давно в отношении США или прочих стран и заметили.
в США, а теперь и прочих странах происходит вот та самая, весьма китайская «культурная революция». Сходство полное — снос памятников, уничтожение литературы, насаждение «образцовых фильмов» (смотри новые правила для вручения «Оскаров»). И именно двоечники в громадных количествах оказываются тупым орудием демократов (духовных собратьев Мао) по сокрушению обществ и государств.

Крах СССР Косырев объясняет притеснением интеллигенции партийными консерваторами и «ельцинистами»:

общество, в котором государство ведет войну против интеллектуального класса, особенно людей культуры, шансов не имеет. <…> Это не плеяда великих поэтов, прозаиков, музыкантов и прочих уничтожила СССР. А те, кто пытался объяснить элите — настоящей элите! — нашей культуры, что и как им создавать.
в 80-е годы в СССР сложились уникально выгодные условия для рывка вперед и вверх. Дело было прежде всего в людях. Каждое поколение советских людей было более образованным и талантливым, чем предыдущие. В 80-е людей буквально распирало от энтузиазма: убрать обветшавшую политическую надстройку с её смехотворной коммунистической идеологией, коллективным воспитанием «настоящих коммунистов», вечно живым покойником Лениным. Обновить экономику с её производствами из каменного века, убогим жильём… <…> в СССР тогда пытались совершить ровно то, что сделали в Китае: преобразовать компартию в движущую силу перемен, укрепить страну, превратить её в современную, сильную, процветающую державу. У китайцев все получилось. У СССР нет. <…> люди, взявшие власть в России после декабря 1991-го — это были не совсем, а то и совсем не те, кто планировал омоложение и укрепление великой державы СССР. Типичный ельцинский кадр среднего звена — то был человек непонятно откуда, из тех, кого Горбачёвская элита и в курьеры бы не взяла, с образованием более чем средним, с жадностью до денег более чем обычной. <…> И удивительно ли, что они начали настоящий погром НИИ и образовательных структур, выталкивая прежнюю интеллектуальную элиту на рынки?

Положительно оценивает своего коллегу Виктора Луи:

Это политический агент очень высокого класса и высокого уровня. Это люди, которые обеспечивают существование мира, не всегда успешно, правда, но существование мира без войны, какой он есть. <…> (Отношусь) С восхищением полным, да. <…> С трепетом и завистью, потому что любой журналист-международник хочет быть всегда больше, чем журналистом…

Косырев участвует в деятельности «Валдайского клуба».
По его собственным словам горячий сторонник Путина.

## Произведения

### Под псевдонимом Мастер Чэнь
1. 2006 — Любимая мартышка дома Тан
2. 2007 — Любимый ястреб дома Аббаса
3. 2009 — Шпион из Калькутты. Амалия и Белое видение
4. 2009 — Шпион из Калькутты. Амалия и генералиссимус
5. 2010 — Любимый жеребёнок дома Маниахов, Пальто с запахом земли (в сборнике «Москва Нуар. Город исковерканных утопий»)
6. 2011 — Магазин воспоминаний о море, Быть высоким[31]
7. 2012 — Дегустатор[32][33], Капитан Мьюзик
8. 2013 — Шпион из Калькутты. Амалия и золотой век, Багровый рубин из Могока
9. 2014 — Этна (Дегустатор-2)
10. 2019 — Магазин путешествий Мастера Чэня
11. 2020 — Девушка пела в церковном хоре

### Под настоящим именем
- Дмитрий Косарев. Продавец радости (рассказ) : иллюстрация В. Лосева // Юность. — 1988. — № 1. — С. 72—78.
- Д. Косырев. Он мог бы возглавить страну // И примкнувший к ним Шепилов. Правда о человеке, ученом, воине, политике. — М.: Звонница-МГ, 1998, 288 с. ISBN 5-88093-040-8
- Косырев Д. Е. Курить — нельзя — запретить (Библиотека Российского сигарного союза). М.: Жигульский, 2016 г. 138 с. ISBN 978-5-91401-028-4[34]
- Косырев Д. Е. Советский Кеннеди. Загадка по имени Дмитрий Шепилов. М.: Бослен 2017 г. 478 с. ISBN 978-5-91187-286-1[35]